# Српска православна црква Рождества Светог Јована у Суботишту
Српска православна црква Рождества Светог Јована у Суботишту, месту у општини Пећинци, подигнута је у другој половини 19. века и представља споменик културе од великог значаја.

## Изглед
Црква у Суботишту је једнобродна грађевина посвећена Рођењу светог Јована, са звоником на западној страни који је у рушевинама, пошто је за време Другог светског рата црква претрпела већа оштећења. Фасаде су рашчлањене соклом, удвојеним низом пиластера и истуреним кровним венцем, док апсида има три лучно завршена прозора. На северној фасади је улаз са двокрилним вратима, чија су крила орнаментисана биљним мотивима барокне и рококо стилизације.
Чех из Сремске Митровице, Едуард Владарша, радио је резбарију иконостаса издељеног у три хоризонталне зоне. Престоне иконе непознатог сликара налазе се између канелираних и венцима ружа обавијених стубова. У целини, а особито прве две зоне иконостасне преграде богато украшавају мотиви акантусовог и храстовог листа, цвет руже и розете.
Конзерваторско-рестаураторски радови изведени су 1993. године у унутрашњости цркве, када је чишћен и иконостас.